# لوته در وایمار
لوته در وایمار (به آلمانی: Lotte in Weimar) رمانی از توماس مان است.

## به فارسی
علی‌اصغر حدّاد ترجمه‌ای فارسی از این رمان در ایران منتشر کرده است.